# Alessio Colombini
Alessio Colombini (Livorno, 1º gennaio 1951) è un cantautore e arrangiatore italiano.

## Biografia
Ha debuttato nel 1975 come autore per Donatello nell'album Il tempo degli dei. Cinque anni più tardi ha partecipato al Festivalbar 1980 nella categoria "Discoverde" con la canzone A proposito d'amore, successivamente inserita nell'album di debutto A proposito di me, uscito nello stesso anno.
Nel 1982 vince, insieme a Tiziana Rivale e Giorgia Fiorio, la gara Tre per Sanremo che si tiene all'interno del programma Domenica in.  Di conseguenza partecipa al Festival di Sanremo 1983 con Scatole cinesi ma non riesce ad accedere alla finale.
Tra il 1993 e il 1997 è un collaboratore fisso di Gianfranco Funari, curando gli spazi musicali dei suoi programmi e, in apertura di trasmissione, cantando sigle nelle quali mette in musica le notizie del giorno. Durante lo stesso periodo collabora inoltre con il gruppo eurohouse CO.RO.
Nel 2011 accompagna Ottavia Fusco nello spettacolo-recital Gli anni zero - Le grandi firme in musica.

## Discografia

### Album in studio
- 1980 – A proposito di me
- 1988 – Naufragando
- 1989 – Alessio Colombini

### Singoli
- 1980 – Lombardia/A proposito d'amore
- 1980 – Poi ti direi di sì/Mariposa non è un fiore
- 1981 – Questo fare a meno di te/Un sottile imbroglio
- 1982 – Ci volevi tu/Fotografando te
- 1983 – Scatole cinesi/Ci volevi tu
- 1984 – Certi giorni/Il ragno e la farfalla
- 1987 – Cara amica mia/Un diavolo nell'anima
- 1989 – Il Palio, una storia